# NYArts
NYARTS Magazine, o New York Arts Magazine, és una revista d'art fundada per Abraham Lubelski el 1995.
És una revista d'art contemporani que tracta de les tendències que s'esdevenen a Nova York. Articulistes destacats han estat Arthur Danto, Robert C. Morgan, Achille Bonito Oliva, Enrico Pedrini, Stefano Pasquini, Dennis Bellone.